# أول ديدريك بلومبرغ
أول ديدريك بلومبرغ (بالنرويجية البوكمول: Ole Didrik Blomberg)‏ هو لاعب كرة قدم نرويجي في مركز الدفاع، ولد في 12 يونيو 2000 في برغن في النرويج.

## وصلات خارجية
- أول ديدريك بلومبرغ على موقع اتحاد النرويج (النرويجية)
- أول ديدريك بلومبرغ على موقع قاعدة بيانات كرة القدم.إي يو (الإنجليزية)
- أول ديدريك بلومبرغ على موقع Soccerbase.com (لاعب) (الإنجليزية)
- أول ديدريك بلومبرغ على موقع Soccerway.com (الإنجليزية)